# Ban Công tác Mặt trận Thống nhất Trung ương Đảng Cộng sản Trung Quốc
Ban Công tác Mặt trận Thống nhất Trung ương Đảng Cộng sản Trung Quốc (tiếng Trung: 中国共产党中央委员会统一战线工作部), gọi tắt Ban Công tác Mặt trận Thống nhất Trung ương Trung Cộng (tiếng Trung: 中共中央统一战线工作部), Ban Chiến Tuyến Trung ương Trung Cộng (tiếng Trung: 中共中央统战部), Ban Chiến Tuyến Trung ương (tiếng Trung: 中央统战部) là ban có chức năng chịu trách nhiệm về mặt trận thống nhất của Ủy ban Trung ương Đảng Cộng sản Trung Quốc. Ngày 21/3/2018, Ủy ban Trung ương ban hành "Tăng cường Chương trình Cải cách Tổ chức Đảng và Nhà nước", và đưa ra thông báo, ban Công tác Mặt trận Thống nhất Trung ương lãnh đạo Ủy ban Dân tộc Quốc gia, công tác tôn giáo, công tác kiều bào, hợp nhất và giữ lại văn phòng công tác Tôn giáo và Văn phòng công tác Kiều bào thuộc Quốc vụ viện.
Chức năng chính của Ban công tác Mặt trận Trung ương là quản lý và thực hiện các nguyên tắc và chính sách của ủy ban Trung ương Đảng về mặt trận thống nhất.

## Lịch sử
Tới năm 1930, sau khi thành lập Mặt trận Thống nhất Dân tộc Kháng Nhật Trung Hoa Dân Quốc, Đảng Cộng sản Trung Quốc bắt đầu thiết lập các thể chế tương tự. Năm 1938, tại Hội nghị toàn thể lần thứ 6 Khóa 6 Trung Cộng đã thông qua "Quyết định về các tổ chức tạm thời của các cấp ủy Đảng các cấp", tại khu ủy các cấp thiết lập Ban Công tác Mặt trận Thống nhất.
Ngày 5/6/1944, tại Hội nghị toàn thể lần thứ 7 Khóa 6 Trung Cộng tại Diên An, hội nghị do Lưu Thiếu Kỳ, Bành Chân, Trần Vân và 14 người quyết định thành lập Ủy ban Công tác Thành thị, Bành Chân làm Chủ tịch Ủy ban. Tháng 7/1944, Ban Công tác Thành thị Trung ương được thành lập. Sau thế chiến, Ban Công tác Thành thị ngừng hoạt động. Ngày 16/12/1946, Ủy ban Trung ương Đảng tiếp tục hoạt động của Ban Công tác Thành thị. Ngày 26/9/1948, Ủy ban Trung ương Đảng quyết định đổi tên Ban Công tác Thành thị thành Ban Công tác Mặt trận Thống nhất chịu trách nhiệm quản lý "công tác thống nhất đất nước đương thời, công tác dân tộc thiểu số, công tác thống nhất chế độ, công tác đối ngoại Đảng anh em phương Đông, công tác Hoa kiều". Chịu trách nhiệm chuẩn bị cho việc tổ chức Hội nghị Chính trị Hiệp thương mới.
Năm 1979, Đặng Tiểu Bình tái thiết Ban. Ngày 1/7/1983, Lưu Phục Chi được bổ nhiệm làm Bộ trưởng Bộ Công An, Chủ nhiệm Ủy ban Chính Pháp Trung ương, đề xuất một số đơn vị của Ban và Bộ Công An được chia vào Bộ An ninh Quốc gia thành bộ phận chính.

## Chức năng
Các chức năng làm việc của Ban Công tác Mặt trận Thống nhất Trung ương, bao gồm:
- Nghiên cứu lý thuyết về mặt trận thống nhất và các nguyên tắc và các chính sách chủ yếu;
- Thực hiện chủ trương, chính sách của Trung ương Đảng về Mặt trận thống nhất, đưa ra ý kiến, đề xuất liên quan;
- Chịu trách nhiệm liên lạc với các đảng dân chủ và các đại diện phi đảng phái;
- Chịu trách nhiệm về các chính sách và các vấn đề chính sách quan trọng liên quan đến công tác dân tộc và tôn giáo;
- Chịu trách nhiệm về công việc thống nhất kiều bào, tập trung vào việc thống nhất tổ quốc;
- Chịu trách nhiệm liên lạc với Liên đoàn Công nghiệp và Thương mại Trung Quốc, Hồng Công, Macao, Đài Loan và các hiệp hội và đại diện thương mại và công nghiệp ở nước ngoài, điều phối các mối quan hệ và đưa ra các khuyến nghị về chính sách;
- Chịu trách nhiệm về công việc của các tổ chức xã hội có liên quan như Hiệp hội Liên đoàn Quốc gia Đài Loan, Hội học sinh trường quân sự Hoàng Phố, Hiệp hội cựu sinh viên châu Âu và Mỹ, và Hiệp hội Hỗ trợ hòa bình.

## Tổ chức
- Văn phòng Ban
- Văn phòng Nghiên cứu Lý thuyết Chính sách
- Cục 1 (Cục công tác Đảng phái)
- Cục 2 (Cục công tác Tôn giáo, Dân tộc)
- Cục 3 (Cục liên lạc hải ngoại, Đài Loan, Hồng Kông, Ma Cao)
- Cục 4 (Cục cán bộ)
- Cục 5 (Cục Kinh tế)
- Cục 6 (Cục công tác các nhà trí thức ngoài Đảng, không Đảng)
- Cục 7 (Cục phụ trách Tây Tạng)
- Cục 8 (Cục công tác nhân sĩ nhiều giai cấp mới)
- Cục 9 (Cục phụ trách Tân Cương)
- Cơ quan Đảng ủy
- Văn phòng Cán bộ hưu trí
- Ủy ban Dân tộc Quốc gia Cộng hòa Nhân dân Trung Hoa
- 10 tổ chức con khác, tạp chí "Chiến Tuyến Nhất Thống Trung Quốc", tạp chí "Tây Tạng Trung Quốc", Nhà Xuất bản Trung Quốc, Trung tâm đào tạo cán bộ, Trung tâm Hướng dẫn Hướng nghiệp Thái Quang Trung Quốc, Trung tâm Tư vấn Tư vấn Kinh tế Hưng Hoa, Trung tâm Dịch vụ Cơ quan, Trung tâm Tin tức, Hội quán Đài Loan, Văn phòng Xúc tiến Hợp nhất Trung Quốc.

## Lãnh đạo
- Vương Minh 1942-1947;
- Trưởng ban Công tác Thành thị Trung ương

- Bành Chân (Nhiệm kì: 7/1944 - 16/12/1946)
- Chu Ân Lai (Nhiệm kì: 16/12/1946 - 15/5/1948)
- Lý Duy Hán (Nhiệm kì: 15/5/1948 - 26/9/1948)
- Phó Trưởng ban

- Lưu Hiểu (Nhiệm kì: 7/1944 - 26/9/1948)
- Lưu Trường Thắng (Nhiệm kì: 7/1944 - 26/9/1948)
- Lý Duy Hán (Nhiệm kì: 16/12/1946 - 15/5/1948)

- Lý Duy Hán (Nhiệm kì: 1/1948 - 12/1964)
- Từ Băng (Hình Tây Bình) (Nhiệm kì: 12/1964 - 1966)

Tháng 6 năm 1973, Ủy ban Trung ương Đảng đã quyết định Lưu Hữu Pháp, Lý Kim Đức và Đồng Tiểu Bằng chịu trách nhiệm về công việc của Ban và do Lưu Hữu Pháp lãnh đạo.
- Lý Đại Trương (Nhiệm kì: 11/1975 - 5/1976)
- Ô Lan Phu (Nhiệm kì: 5/1976 - 4/1982)
- Dương Tĩnh Nhân (Nhiệm kì: 4/1982 - 11/1985)
- Diêm Minh Phục (Nhiệm kì: 11/1985 - 11/1990)

- Phó Trưởng ban: Tống Khôn (3/1988)

- Đinh Quan Căn (Nhiệm kì: 11/1990 - 12/1992)
- Vương Triệu Quốc (Nhiệm kì: 12/1992 - 12/2002)
- Lưu Diên Đông (Nhiệm kì: 12/2002 - 12/2007)
- Đỗ Thanh Lâm (Nhiệm kì: 12/2007 - 8/2012)
- Lệnh Kế Hoạch (Nhiệm kì: 9/2012 - 12/2014)
- Tôn Xuân Lan (Nhiệm kì: 12/2014 - 11/2017)
- Vưu Quyền (Nhiệm kì: 11/2017 - 10/2022)
- Thạch Thái Phong (Nhiệm kì: 10/2022 - nay)